# Pudeoniscus birabeni
Pudeoniscus birabeni är en kräftdjursart som beskrevs av Albert Vandel 1963. Pudeoniscus birabeni ingår i släktet Pudeoniscus och familjen Pudeoniscidae. Inga underarter finns listade i Catalogue of Life.